# Jonathan Westerberg
Jonathan Westerberg (ur. 25 lutego 1994) – szwedzki szachista, arcymistrz od 2021 roku

## Kariera szachowa
Dwukrotny medalista indywidualnych mistrzostw Szwecji: srebrny (2022) oraz brązowy (2016).
Reprezentant Szwecji w turniejach drużynowych, m.in.: trzykrotnie na olimpiadach szachowych (w latach 2016, 2018, 2022) oraz dwukrotnie na drużynowych mistrzostwach Europy (w latach 2015, 2019).
Najwyższy ranking w dotychczasowej karierze osiągnął 1 listopada 2019 roku, z wynikiem 2557 punktów.